# Los Bitchos
Los Bitchos és un grup de música instrumental format a Londres el 2017 per Serra Petale (guitarra), Agustina Ruiz (teclat guitarra), Josefine Jonsson (baix) i Nic Crawshaw (bateria). Fa principalment música instrumental a l'estil de la cúmbia dels anys 1970 i 1980. Rolling Stone considera el seu estil com «un safari de surf-disco psicodèlic per a rodamons» i la banda descriu la seva música com «cúmbia psicodèlica instrumental assolellada».
El grup va presentar el seu primer àlbum d'estudi, Let the Festivities Begin!, a principis del 2022, amb les cançons «Good to Go!», «Las Panteras» i «Pista (Fresh Start)» que s'havien publicat com a senzills abans.

## Discografia
- Let the Festivities Begin! (2022)[7]
- Talkie talkie (2024)[8]